# Jumper (roman)
Pour les articles homonymes, voir Jumper.
Jumper (titre original : Jumper) est un roman de science-fiction écrit par Steven Gould. 

## Publications
Il a été publié en anglais en 1992 et une nouvelle édition a été imprimée en 2008 pour coïncider avec la sortie du film qui en est inspiré. 
La version française a été publiée en mars 2009 par les éditions Mango.

## Résumé
C'est l'histoire de David Rice, un adolescent qui fuit un père abusif grâce à ses facultés de téléportation. Il se met à la recherche de sa mère, qui l'a abandonné plusieurs années plus tôt, il va également développer une relation avec une femme (Millie Harrison) à qui il va cacher son secret et va se retrouver confronté à plusieurs adversaires.